# Panglao
Panglao est une île de la mer des Philippines, plus localement située en mer de Bohol. Elle constitue une municipalité de la province Bohol aux Philippines.
Au recensement de 2007 il y avait 25 558 habitants.
Panglao est une des deux villes de l'île de Panglao.

## Barangays
- Bil-isan
- Bolod
- Danao
- Doljo
- Libaong
- Looc
- Lourdes
- Poblacion
- Tangnan
- Tawala